# 珍愛 (瑪丹娜歌曲)
《珍愛》（英語：Cherish）是美國女歌手瑪丹娜在1989年8月發行的歌曲，為她第四張錄音室專輯《宛如祈禱者》（英語：Like A Prayer）中所發行的第三首單曲，該單曲在告示牌單曲榜最高成績為第2名。

## 資料

### 歌曲簡介
〈珍愛〉由瑪丹娜跟Patrick Leonard共同譜寫製作，這是首Doo-wop風格的流行情歌，曲風輕盈甜美流露出純粹的歡樂。〈珍愛〉的音樂影片於加州馬里布的Paradise Cove海灘拍攝，影片中瑪丹娜在海邊邂逅一群男美人魚，彼此相互嬉戲又唱又跳，彷彿童話一般夢幻，雖然影片是採黑白畫面呈現，但仍可強烈感受到瑪丹娜要在歌曲中傳達及時行樂的意念。而幫瑪丹娜拍攝這支MV的導演，正是她上一張專輯《忠實者》封面的攝影師Herb Ritts，同時這也是Herb Ritts從攝影與廣告片領域轉戰拍攝音樂錄影帶的首部作品。

### 商業成績
〈珍愛〉是《宛如祈禱者》（英語：Like A Prayer）專輯中所推出的第三首單曲，有鑒於前面兩首單曲〈宛如祈禱者〉和〈表現自我〉在單曲榜分別拿下冠亞軍的好名次，所以即將推出的第三首單曲備受矚目自然不在話下。〈珍愛〉在1989年8月19日進入美國單曲榜，首週成績為第37名，當時的第36名則是名次在往下掉的〈表現自我〉。〈珍愛〉在奮戰八週後，終於來到它的最高成績第2名，成為瑪丹娜第四首全美亞軍單曲，這也讓瑪丹娜創下該榜新紀錄，成為首位擁有連續17首TOP 10單曲的女歌手。〈珍愛〉在英國單曲榜獲得最高的名次為第3名。

### 單曲收錄
〈珍愛〉除收錄於瑪丹娜1989年第四張錄音室專輯《宛如祈禱者》（英語：Like A Prayer）中，日後亦收錄在她1990年的《無暇精選輯》（英語：The Immaculate Collection）以及2009年的《娜經典》（英語：Celebration）精選輯中。